# Vasco Esteves de Baixo
Vasco Esteves de Baixo ist ein Dorf im Südosten des portugiesischen Kreises Seia (Distrikt Guarda). Es ist Ortsteil der Gemeinde Alvoco da Serra.

## Geografie
Der Ort liegt in den westlichen Ausläufern der Serra de Estrela. Verkehrlich erschlossen wird er durch die Nationalstraße 231 und liegt auf halbem Weg zwischen Outeiro da Vinha und Vasco Esteves de Cima.

## Geschichte
1649 wird erstmals eine Ortschaft Casal de Vasco Esteves erwähnt, in der eine Kapelle errichtet wurde. Noch 1747 wird nur ein Ort Vasco Esteves erwähnt, bis 1758 die Aufzeichnungen des Gemeindepfarrers von zwei Ortschaften sprechen, Vasco Esteves d´Aquém (dt. etwa: Vasco Esteves von hüben) und Vasco Esteves Dalém (dt. etwa: Vasco Esteves von drüben). Vasco Esteves D´Aquém ist das heutige Vasco Esteves de Baixo. Mit dem Schuljahr 1913/14 nahm erstmals die ab 1907 aufgebaute Grundschule den Lehrbetrieb auf.

## Bauwerke
In dem Ort befinden sich zwei katholische Kapellen: die Capela de Nossa Senhora das Preces, die im 17. Jahrhundert durch Pedro Gouveia errichtet wurde, sowie die Capela de São José, die 1967 gebaut wurde.